# Доммартен-ле-Кок
Доммарте́н-ле-Кок (фр. Dommartin-le-Coq) — коммуна во Франции, находится в регионе Шампань — Арденны. Департамент — Об. Входит в состав кантона Рамрюпт. Округ коммуны — Труа.
Код INSEE коммуны — 10127.
Коммуна расположена приблизительно в 155 км к востоку от Парижа, в 55 км южнее Шалон-ан-Шампани, в 31 км к северо-востоку от Труа.

## Население
Население коммуны на 2008 год составляло 65 человек.
| 1962 | 1968 | 1975 | 1982 | 1990 | 1999 | 2008 |
| ---- | ---- | ---- | ---- | ---- | ---- | ---- |
| 74   | 88   | 71   | 65   | 71   | 60   | 65   |

## Администрация
| Период | Период | Фамилия       | Партия | Примечания |
| ------ | ------ | ------------- | ------ | ---------- |
| 2001   | 2008   | Жан Гио       |        |            |
| 2008   |        | Бернар Моклер |        |            |

## Экономика
В 2007 году среди 41 человек в трудоспособном возрасте (15—64 лет) 33 были экономически активными, 8 — неактивными (показатель активности — 80,5 %, в 1999 году было 76,7 %). Из 33 активных работали 29 человек (17 мужчин и 12 женщин), безработных было 4 (0 мужчин и 4 женщины). Среди 8 неактивных 4 человека были учениками или студентами, 3 — пенсионерами, 1 был неактивным по другим причинам.